# San José Cochinito
San José Cochinito är en ort i Mexiko.   Den ligger i kommunen Pinal de Amoles och delstaten Querétaro Arteaga, i den centrala delen av landet, 200 km norr om huvudstaden Mexico City. San José Cochinito ligger 1 645 meter över havet och antalet invånare är 102.
Terrängen runt San José Cochinito är huvudsakligen kuperad, men åt nordväst är den bergig. Runt San José Cochinito är det ganska glesbefolkat, med 36 invånare per kvadratkilometer. Närmaste större samhälle är Jalpan, 10,5 km nordost om San José Cochinito. I omgivningarna runt San José Cochinito växer huvudsakligen savannskog.